# Кентон (Делавер)
Кентон (енгл. Kenton) град је у Округу Кент у америчкој савезној држави Делавер. По попису становништва из 2010. у њему је живело 261 становника

## Демографија
| Група             | 2000.       | 2010.       |
| Белци             | 217 (91,6%) | 220 (84,3%) |
| Афроамериканци    | 8 (3,4%)    | 6 (2,3%)    |
| Азијати           | 0 (0,0%)    | 0 (0,0%)    |
| Хиспаноамериканци | 11 (4,6%)   | 28 (10,7%)  |
| Укупно            | 237         | 261         |